# 金京律

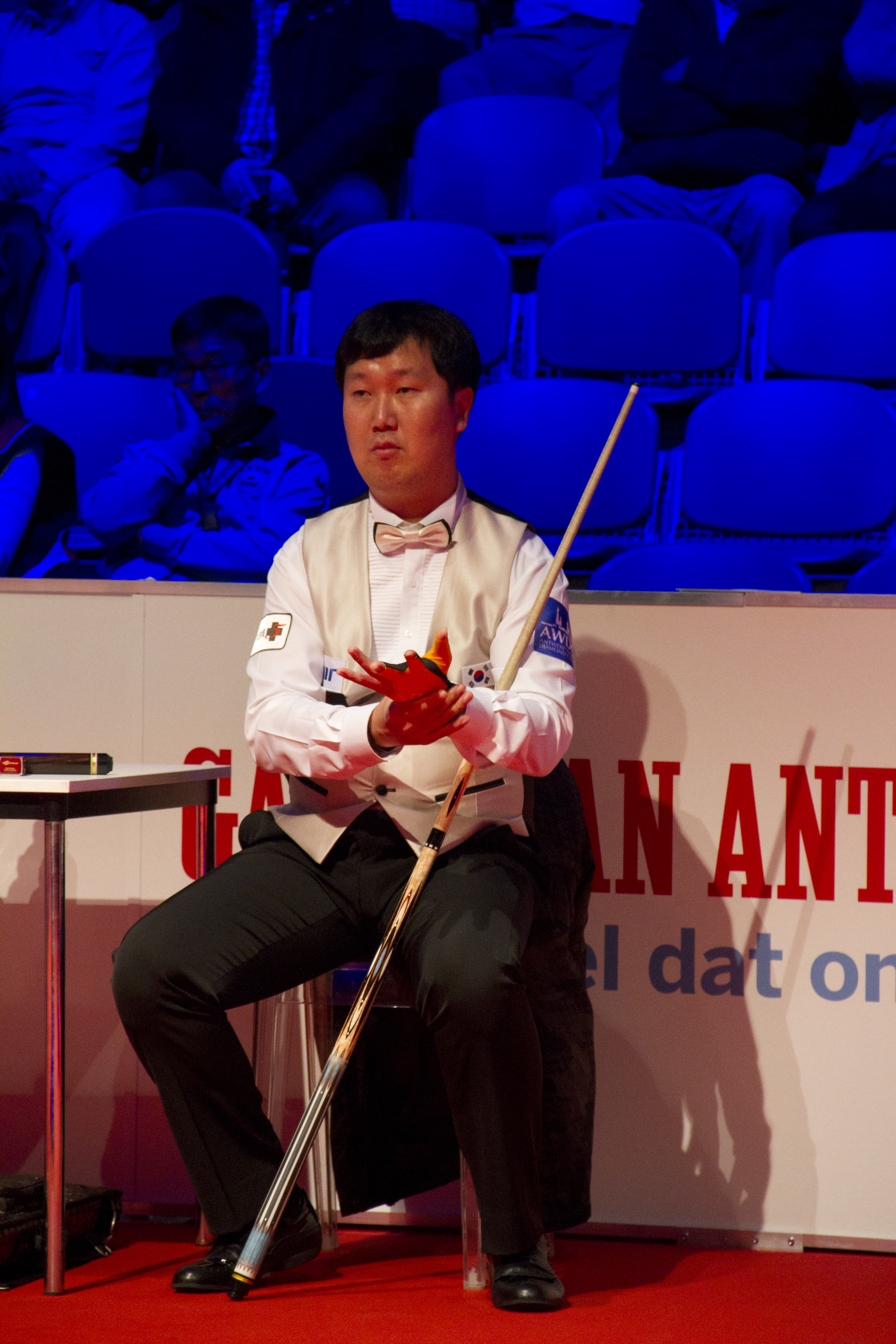
金京律

金京律（韓語：김경률，1980年2月23日—2015年2月22日），是韓國職業開侖撞球選手。他贏得了2010年三顆星世界杯。
金京律住在高陽市一山地區，於2015年2月22日在他的公寓窗戶摔下後去世，得年34歲。